# أريزونا الكونفدرالية
أريزونا الكونفدرالية هي ولاية سابقة في الولايات الكونفدرالية الأمريكية كانت تسمى رسميا أراضي أريزونا الكونفدرالية  بين عامي 1861 و 1862 تشمل جزء من ولاية أريزونا ونيومكسيكو.